# Enzo Faraoni
Enzo Faraoni (Santo Stefano di Magra, 29 dicembre 1920 – Impruneta, 9 ottobre 2017) è stato un pittore italiano.

## Biografia
Enzo Faraoni è nato a Santo Stefano Magra (La Spezia) il 29 dicembre 1920 da genitori toscani. Il padre, capostazione, fu trasferito prima a Montelupo fiorentino, dove Enzo trascorse la sua infanzia e adolescenza, poi a Carmignano. A 11 anni il padre, sperando di farne un insegnante, lo iscrisse all’Istituto d’Arte di Porta Romana. Frequentò la sezione di arti grafiche ed ebbe come maestri Chiappelli e Parigi. Fu Piero Parigi che suggerì all’allievo di andare a Viareggio a vedere una mostra di Viani. Faraoni rimase incantato di fronte a quel rifiuto di ogni convenzioni e alla capacità di rappresentare in maniera diretta  una visione di un mondo tragico e  senza speranza. L’influenza di Viani si può notare in un autoritratto del ’38 e nel ritratto del padre capostazione del ’39. Furono anni ricchi di conoscenze, di corse agli Uffizi per studiare  dal vero la grande pittura, di incontri e discussioni con gli amici (Grazzini, Alessandrini, Becchi, Pratolini, Maestrelli). Anche i Littoriali furono in quel periodo uno stimolo per gli studenti dell’Istituto d’Arte: chi si qualificava riceveva come premio un soggiorno in altre città italiane. In queste manifestazioni Faraoni si distinse nell’acquaforte e nella xilografia. Agli studenti fu data allora anche la possibilità di collaborare alla realizzazione di grandi dipinti murali come quello per il caffè ristorante di Santa Maria Novella o per la casa della GIL di Piazza Beccaria. Nel 1938 Parigi portò lui ed Alessandrini nello studio di Rosai in via S. Leonardo. Rosai mostrò loro un quadretto ”…era il periodo in cui dipingeva pere verdi su un colore rosso brunastro. Dopo, a casa, cominciai anch’io a fare pere verdi…” ricorda Faraoni. La lezione di Rosai lo aiuterà nella sua ricerca sull’interiorità delle cose, lo spingerà  a concentrarsi sulla figura umana e sui ritratti e contribuirà alla formazione di una poetica legata alla funzione di  luce e ombra. Nel ’39 si diploma con una tesina su Van Gogh. All’inizio dell’anno fu organizzata a S. Miniato una mostra eterogenea, accanto alle opere di giovani artisti, fra i quali Faraoni e Maestrelli, furono esposte anche opere di Rosai, Viani, Conti, Vagnetti, Romanelli. Nel febbraio del 1940 alcuni quadri e  disegni di Faraoni furono scelti per una mostra organizzata da Soffici nella sede fiorentina de La Nazione, e in una nota di Giorgio Baccetti apparsa sulla rivista Rivoluzione si legge…”Faraoni è sceso in una zona dolorosa. Il suo dolore ha raggiunto nelle acqueforti e nei disegni una traccia profonda…”.  
Dal ‘40 al ‘43 Faraoni collaborò con le sue incisioni sia al quindicinale Rivoluzione che al settimanale cattolico La Festa. Nel novembre del ’42 fu organizzata alla galleria Il Fiore la sua prima mostra personale. Il Fiore aveva iniziato l’attività con una prima mostra collettiva: Carrà, De Chirico, Morandi, Rosai. La seconda fu quella di Faraoni. Fu recensita da Piero Santi ed ebbe molto successo; lo stesso Rosai ebbe parole entusiastiche per il giovane pittore che poi divenne suo assistente all’Accademia nell’anno 1942-43. In questo periodo egli frequenta assiduamente il gruppo delle Giubbe Rosse, dove conosce Montale, Luzi, Parronchi, Gatto, Gadda, Landolfi e molti altri scrittori e artisti. Nel ’43 dopo la caduta del fascismo e la nascita della repubblica di Salò, Faraoni, come altri giovani, ricevette la cartolina per l’arruolamento, pena la fucilazione. Tornò allora alla casa paterna di Carmignano dove rimase  fino al maggio del ’44 quando il regime decise che i disertori per non essere giustiziati dovevano lavorare nelle fabbriche che producevano materiale bellico. Così, sollecitato anche dai genitori, entra nel maggio del ‘44 alla Nobel, fabbrica di esplosivi situata nel comune di Signa. Le cassette di esplosivo venivano caricate sui vagoni del treno per essere trasportate in Germania. È a questo punto che Faraoni, che nel frattempo si era avvicinato ai partigiani, e Bogardo Buricchi  mettono in atto una delle azioni più folli della Resistenza: far saltare i vagoni carichi di tritolo. Chiedono il consenso all’organizzazione clandestina del PCI e quando Buricchi riceve il detonatore decidono la data del sabotaggio. Sono in otto e ognuno di loro ha un compito preciso. L’occasione è fornita da tredici vagoni tedeschi, otto dei quali carichi di tritolo, fermi su un binario morto fuori dalla stazione di Carmignano in attesa di partire per Germania. L’azione fu intrapresa la sera dell’11 giugno ma “… la bomba a tempo che doveva esplodere 5 minuti dopo essere stata deposta sotto l’esplosivo, per un difetto di fabbricazione esplose quasi subito“ così scrive Romano Bilenchi nel suo libro Amici. Quattro di loro morirono. Faraoni, scagliato contro una zona depressa del terreno, riportò una profonda ferita alla gamba destra, ma riuscì a raggiungere casa sua senza però sapere nulla della sorte dei compagni. Il padre, che non aveva creduto alla versione del figlio intuendo forse cos’era realmente successo e temendo una rappresaglia dei tedeschi, decise di trasferirlo in una casa colonica poco distante. Qualcuno, forse il fratello, si recò a Firenze a chiedere per suo conto aiuto a Rosai, il quale inviò un amico a prelevarlo con un carro funebre e a trasportarlo dapprima nello studio di via S. Leonardo, poi a casa sua in via De’ Benci, dove Faraoni rimase fino alla fine della guerra. Dopo la liberazione di Firenze si trasferì in una limonaia di via Della Robbia,  che era stata lo  studio dello scultore  Edoardo Alfieri e  di Adriana Pincherle, sorella di Moravia. Qui rimase fino al ’47 vivendo appartato e lavorando intensamente. Ogni tanto si trovava con gli amici delle Giubbe Rosse e magari prolungava  la serata con Landolfi e Rosai per andare a giocare a poker all’Aereoclub, una bisca in via Tornabuoni, nella speranza di vincere qualche soldo.“ Furono anni difficili - racconta Faraoni - …c’era stanchezza…povertà…non avevo una lira e volevo arrangiarmi”.
Nel ’45 la Galleria Il Fiore organizzò un premio di pittura che gli fu assegnato per un dipinto raffigurante una giovane seduta con le gambe distese su un prato (la giuria era composta da Longhi, Franchi, Santi e Parronchi). A questo periodo risalgono i ritratti degli amici, le ballerine, i cavalli al circo e una bella serie di nature morte nelle quali hanno un particolare rilievo le sassifraghe, piante che ritorneranno anche nelle sue opere posteriori. Col tempo il suo linguaggio pittorico diventa più omogeneo, “la corrispondenza fra stesura cromatica, disegno e asciuttezza interna della visione più compatta” (Dante Giampieri, 100 opere di Enzo Faraoni, Galleria d’arte moderna Falsetti 1974). Nel 1947 Faraoni lascia la limonaia di via Della Robbia e si trasferisce in uno studio in via Mannelli. A Firenze la scena culturale va lentamente mutando. Montale va a Milano, Gadda a Roma, Delfini a Viareggio; gli incontri con i vecchi amici si fanno più rari, complice anche l’amore in quel periodo per Anna Maria D’Annunzio. Faraoni si avvicina a Renzo Grazzini e collabora con disegni, incisioni e alcuni scritti al quindicinale Posizioni fondato da pittori e letterati fra cui Adriano Seroni, Giulio Cattaneo, Grazzini, Tordi. In uno di questi scritti dal titolo La lezione della natura Faraoni esprime dubbi sul fine della pittura che non si trova né “... nelle innumerevoli forme naturali già esistenti come neppure nel raggiungimento di forme astratte che non farebbero altro che aumentare il grosso catasto degli arabeschi e della macchie…”. La sua ricerca si orienta piuttosto verso la trascendenza che abita la materia, imprigiona l’inquietudine e l’incertezza dell’esistenza. I quadri di questi anni ne sono un esempio: dai paesaggi a I pagliacci in carrozza fino alla Festa delle rificolone. Con gli artisti di Posizioni si vede quasi ogni sera al caffè S. Piero fra l’arco di S. Pierino e Borgo Pinti; tra loro c’è anche Vasco Pratolini che legge agli amici pagine dalle Cronache di poveri amanti, il romanzo che stava allora scrivendo. Nascevano in quegli incontri animate discussioni e, fra i pittori non di rado forti litigi.
Nel 1951 Faraoni incontra Dianora Marandino, che sposerà due anni dopo. Ex partigiana amica di Luzi, Maraini, Longhi. Dianora dipingeva tessuti e nel 1953 ottenne il diploma d’onore alla XVII Mostra Mercato Nazionale e Internazionale dell’artigianato tenutasi a Firenze. Nello stesso anno presentò i suoi abiti (molti dei quali conservati ancora oggi al Museo del costume di Palazzo Pitti) alle manifestazioni organizzate da Giovan Battista Giorgini. Anna Magnani, Liz Taylor, Geraldin Chaplin furono alcune delle sue clienti. Negli anni a venire Faraoni partecipò alle maggiori rassegne artistiche italiane e straniere: dalla Biennale di Venezia e della Grafica d’arte di Firenze, alle quadriennali di Roma. Nel 1961 vinse Il Fiorino di Palazzo Strozzi per la pittura col dipinto Ragazza addormentata oggi alla Galleria d’arte Moderna  a Firenze e nel ’68 ricette il primo premio per la xilografia alla Biennale di Venezia. Nel ’69 la Galleria Pananti di Firenze presentò una sua mostra antologica e nel ’71 egli espose a Palazzo Strozzi con gli altri vincitori del Fiorino dieci quadri rappresentativi della sua attività artistica. Nella prefazione al catalogo Betocchi insiste su uno dei motivi dominanti della pittura di Faraoni: quella che Rosai definiva “l’anima sognante del pittore, una luce  che ha memoria dell’ombra, e le si accompagna, e così sembra sogno”. Del ’74 è la mostra alla galleria Falsetti intitolata Cento opere di Enzo Faraoni e curata da Mario De Micheli. Tra le esposizioni più recenti quella del 2011 alla Galleria d’Arte Moderna di Palazzo Pitti di Firenze, una retrospettiva antologica dal titolo Natura e verità nella pittura di Enzo Faraoni allestita in occasione dei novant’anni dell’artista. Diventato cieco a causa di un glaucoma, Faraoni ha confessato nell’intervista fatta da Maria Pagnini di aver trovato altri valori al di là della pittura: “Mi sono distaccato dalla pittura un po', le minimizzo queste cose sull’importanza del dipingere. È più importante il rapporto con gli animali, gli uomini e le donne, è più importante fermarsi e ricordare”. Enzo Faraoni è morto nel 2017 nella sua casa dell’Impruneta circondata da sassifraghe e ulivi e visitata da gatti randagi che sempre vi hanno trovato cibo e rifugio.
BIENNALI
1948 Biennale Internazionale d'Arte, Venezia
1950 Biennale Internazionale d'Arte, Venezia
1954 Biennale Internazionale d'Arte, Venezia
1955 Biennale dell'Incisione Italiana Contemporanea, Venezia
1956 Biennale Internazionale d'Arte, Venezia
1957 Biennale dell'Incisione Italiana Contemporanea, Venezia
1959 Biennale dell'Incisione Italiana Contemporanea, Venezia
1959-1961 The Parker Exhibition of Contemporary Italian Painting-New York, Chicago, S. Francisco, Boston, Atlanta, Dallas
1961 Biennale dell'Incisione Italiana Contemporanea, Venezia
1968 Biennale dell'Incisione Italiana Contemporanea, Venezia
1982 Biennale Internazionale della Grafica, Seul
Tra le mostre personali e le pubblicazioni più recenti:
2001 Enzo Faraoni. Figure, Accademia delle Arti del Disegno, Firenze.
Nel 2011, alla Galleria d’Arte Moderna di Palazzo Pitti di Firenze, viene allestita un’importante retrospettiva antologica dal titolo Natura e verità nella pittura di Enzo Faraoni. Sempre nel 2011, la mostra Enzo Faraoni. Il carico del segno, Accademia delle Arti del Disegno, Firenze.
2013 Enzo Faraoni. Dipinti, Comune di Impruneta, Firenze
2014 Enzo Faraoni. Un "antico" maestro d'oggi, Palazzo Comunale e Chiesa San Giusto, Sesto Fiorentino
2019 Enzo Faraoni, Palazzo Lomellini, Carmagnola
MUSEI
Firenze, Uffizi - Gabinetto disegni e stampe
Firenze, Uffizi - Collezione di autoritratti
Firenze, Palazzo Pitti - Galleria d’Arte Moderna
Firenze, Musei Civici Fiorentini
Monsummano Terme, Pistoia - Museo di Arte Contemporanea e del Novecento